# Liste der Monuments historiques in Reynel
Die Liste der Monuments historiques in Reynel führt die Monuments historiques in der französischen Gemeinde Reynel auf.

## Liste der Immobilien
| Bezeichnung       | Beschreibung                                                                        | Standort            | Kennzeichnung | Schutzstatus | Datum | Bild |
| ----------------- | ----------------------------------------------------------------------------------- | ------------------- | ------------- | ------------ | ----- | ---- |
| Château de Reynel | Burg, 16. Jahrhundert, von 1763 bis 1772 als Schloss erneuert; mit Innenausstattung | 1 Grande Rue (Lage) | PA00079295    | Inscrit      | 1989  |      |
| Stadttor          |                                                                                     | Grande Rue (Lage)   | PA00079198    | Inscrit      | 1925  |      |

## Liste der Objekte
| Bezeichnung              | Beschreibung                          | Standort                                          | Kennzeichnung | Schutzstatus | Datum | Bild |
| ------------------------ | ------------------------------------- | ------------------------------------------------- | ------------- | ------------ | ----- | ---- |
| Gemälde Madonna mit Kind | Ölfarbe auf Leinwand, 17. Jahrhundert | in der Kirche Notre-Dame-en-son-Assomption (Lage) | PM52001031    | Classé       | 1983  |      |
| Paxtafel                 | Silber, nach 1838                     | in der Kirche Notre-Dame-en-son-Assomption (Lage) | PM52001032    | Classé       | 1983  |      |